# Polizei SV Rostock
Der Polizeisportverein Rostock, auch PSV Rostock genannt, ist ein deutscher Sportverein aus der Hansestadt Rostock. Er ist mit ca. 3300 Mitgliedern (Stand: 1. Januar 2023) der größte Kinder- und Breitensportverein in Mecklenburg-Vorpommern. Aktuell werden im Verein folgende Sportarten betrieben: Aikidō, Badminton, Bogenschießen, Boxen, Fechten, Fitness, Floorball, Fußball, Gerätturnen, Grappling, Jiu Jitsu, Judo, Kindersport, Radsport, Ringen, Rollstuhlbasketball, Thaiboxen, Tischtennis und Volleyball (Stand 2023). Weiterhin wird ein umfangreiches Kursangebot dargestellt.

## Historische Entwicklung

Logo des PSV von 1994 bis 2006

Der Polizeisportverein wurde 1948 als SG Deutsche Volkspolizei Rostock gegründet und bestand ursprünglich aus Volkspolizisten, die Fußball spielten. Nach der Gründung der zentralen Sportvereinigung Dynamo wurde die Rostocker SG am 27. März 1953 in „SG Dynamo Rostock“ umbenannt. 1964 erfolgte die bis 1990 bestehende Namensänderung zu SG Dynamo Rostock-Mitte.

## Sportliche Entwicklung
Mit Beginn der Saison 1952/53 übernahm die Sportgemeinschaft sowohl die Fußballsektion als auch den Ligaplatz der SV Deutsche Volkspolizei Schwerin in der zweitklassigen DDR-Liga. Dort konnten sich die Rostocker in der Staffel 2 jedoch nicht halten und stieg als Elfter und Vorletzter in die Bezirksliga Rostock ab. Auch dort stiegen sie 1955 in die Bezirksklasse ab, die zu diesem Zeitpunkt nur die 5. Liga war. 1958 gelang noch einmal für eine Spielzeit die Rückkehr in die Bezirksliga. Eine Rückkehr in den DDR-weiten Fußball gelang den Rostockern nicht mehr.
Für eine Saison spielte die Handball-Mannschaft der SG Volkspolizei 1950/51 in der Feldhandballliga des Deutschen Sportausschusses der DDR, der höchsten Spielklasse im DDR-Feldhandball. Nachdem die Rostocker in ihrer Staffel am Saisonende unter neun Mannschaften den siebten Platz erreicht hatte, wurde die Sektion Handball zum SV Volkspolizei Halle abgeordnet.
Die Eishockeyabteilung des Vereins spielte von 1956 bis 1962 in der DDR-Oberliga. 1962 wurde sie aufgelöst.

## Gründung des PSV
Nach der politischen Wende 1990 beerbte der am 26. April 1990 gegründete Polizei SV Rostock die SG Dynamo. 1991 nahm der Verein vorübergehend den Namen VfL 1990 Rostock an, ehe man am 1. Juli 1994 wieder zum heutigen Vereinsnamen Polizei SV zurückkehrte. Der Fußballmannschaft gelang im selben Jahr der Aufstieg in die Oberliga Nordost-Nord. Drei Jahre spielte der Verein dort und belegte 1995/96 als bestes Ergebnis den 7. Platz, ehe 1997 nur zwei Saisonsiege den Abstieg bedeuteten. Aktuell ist die 1. Männermannschaft der Fußballabteilung in der achtklassigen Landesklasse vertreten.

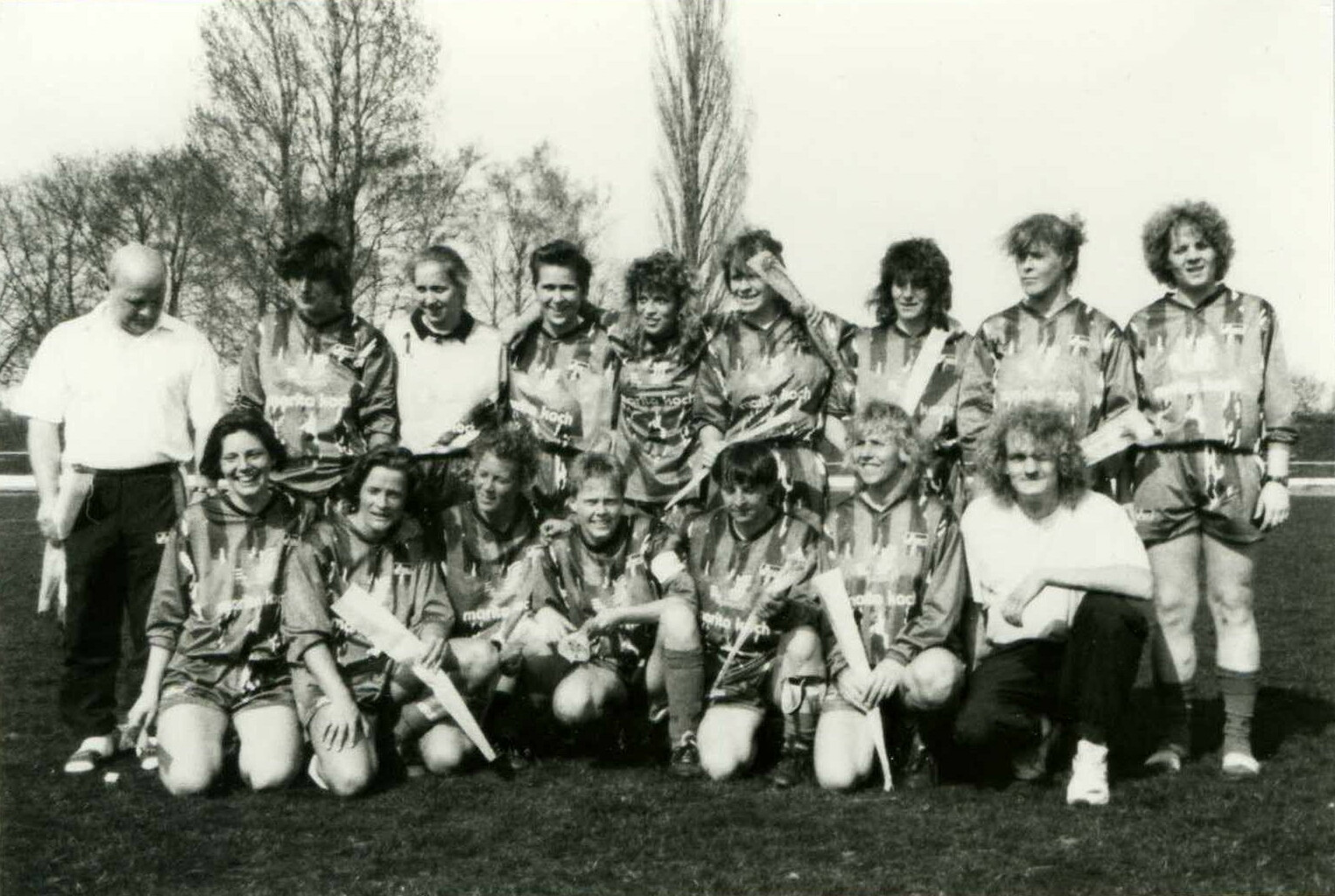
Frauen-Mannschaft des Polizei SV Rostock im April 1995

Die Frauenmannschaft spielte in der Saison 1995/96 für eine Spielzeit in der Fußball-Bundesliga.
Seit 2022 verfügt die Fußball-Abteilung zudem über eine Inklusionsmannschaft für Sportler mit geistiger oder körperlicher Einschränkung.
Die Ringerabteilung war von der Saison 2003/04 bis zur Saison 2008/09 in der 1. Bundesliga vertreten. Bis 2007 bildete der PSV mit dem SV Warnemünde eine Kampfgemeinschaft. Nach dem Abstieg 2009 ging die Mannschaft in der Kampfgemeinschaft der Küstenringer auf, die sich noch eine Weile in der 2. Bundesliga halten konnte. Zuletzt waren die Küstenringer in der Brandenburgliga aktiv.

## Personen
- Steffen Baumgart
- Mayk Bullerjahn
- Manfred Draheim
- Thomas Gansauge
- Jörn Lenz
- Dietmar Peters
- Katrin Prühs
- Frank Rohde
- Enrico Röver
- Norbert Trieloff
- Andreas Zachhuber